# Tinmel
Tinmel ou Tin Mal (em árabe: تينمل; em tifinague: ⵜⵉⵏⵎⴻⵍ) é uma antiga povoação berbere do século XI situada no Alto Atlas, em Marrocos, 100 quilómetros a sul de Marraquexe. A povoação atual é também conhecida pelo nome de Ifouriren. Considerada o berço do Califado Almóada, foi dali que os conquistadores almóadas dirigiram as suas campanhas militares vitoriosas sobre os almorávidas no início do século XII, que viriam a culminar na formação do maior império do Noroeste de África e Península Ibérica desde o Império Romano.
Atualmente mais não restam que ruínas dos seus tempos de glória, nomeadamente das muralhas que cercavam a cidade e da grande mesquita, arquétipo das grandes mesquitas dos almóadas, cujo modelo se difundiu por todo o Magrebe ao longo dos séculos seguintes. A mesquita ergue-se isolada sobre um trecho verdejante do vale do Nefis, onde o amarelado das suas paredes tem como fundo as encostas ásperas e áridas das montanhas. O aldeia atual, chamada Tinmel, Tin Mal ou Ifouriren situa-se mais abaixo, no vale.

## História
Como atualmente, Tinmel era uma aldeia praticamente desconhecida até ao final do século XI, quando o líder religioso ibne Tumarte, ali procurou refúgio em 1124 depois de ter sido expulso de Marraquexe pelo emir almorávida Ali ibne Iúçufe. Ibne Tumarte, era um berbere do Atlas da tribo dos Masmudas, que fundou o movimento religioso almóada (unitarista) radical ortodoxo, que se opunha ao que chamavam de manifestações de luxo na sociedade almorávida que iam contra os ensinamentos islâmicos, nomeadamente o consumo de bebidas alcoólicas e música.
Quando voltou a Marrocos depois de estudar teologia islâmica no Oriente, acompanhado dum grupo de discípulos, começou a pregar a sua doutrina, o que acabou por provocar a ira do poder almorávida — apesar dos almorávidas serem eles próprios muito religiosos, as ideias almóadas eram consideradas demasiado radicais e a ortodoxia fundamentalista de estilo oriental entrava em choque com algumas tradições culturais dos berberes do deserto de onde os almorávidas eram originários, nomeadamente o não uso de véu pelas mulheres. ibne Tumarte, apelidado de Mádi ("O Escolhido", "O Guiado" ou "O Redentor"), instalou-se em Marraquexe, a capital almorávida, em 1121, onde desenvolveu uma campanha contra o que considerava desvios à moral islâmica, tornando-se cada vez mais inconveniente para o poder vigente. Em 1124 acabaria por ser expulso da cidade depois de ter atacado a irmã do sultão por esta sair à rua a cavalo sem véu.
A partir de Tinmel, ibne Tumarte começou a recrutar os berberes para a sua causa religiosa, estabelecendo um movimento com poder militar que em poucos anos desafiaria os almorávidas sob o comando do discípulo Abde Almumine. As tribos que hesitaram em aderir ao movimento foram massacradas, nomeadamente na chamada "Purga dos Quarenta Dias" e no espaço de oito anos toda a região das montanhas do Atlas estava sob o domínio almóada sediado em Tinmel. Na década de 1130, depois da morte de Tumarte, Almumine começou a atacar e a "converter" as planícies, tendo conquistado Fez em 1145.
A capital política do império almóada foi transferida para Marraquexe depois desta ter sido conquistada em 1147 pelos almóadas, mas Tinmel continuou a ser a capital religiosa e sede o tesouro imperial do novo império, tornando-se um importante destino de peregrinação e centro de estudos islâmicos, onde acorriam académicos e estudantes vindos de diversas partes do império e do mundo muçulmano. Os xeques de Tinmel e do Vale de N'fis detinham grande poder e influência política e religiosa no regime almóada.
Em 1153-1154 (outras fontes referem 1156), Almumine construiu a grande mesquita, para servir de memorial e centro de culto a ibne Tumarte e de mausoléu dos almóadas. Ali estão sepultados ibne Tumarte e os três primeiros califas da dinastia almóada: Abde Almumine, Abu Iacube Iúçufe I (r. 1163–1184) e Abu Iúçufe Iacube Almançor (Almançor).
Após o declínio dos almóadas, a cidade perdeu a sua importância, mas manteve-se um local de forte conotação espiritual, que perdurou depois da cidade ser completamente arrasada em 1276 pelos Merínidas. O facto da destruição da cidade só ter ocorrido quando todas as cidades importantes de Marrocos já estavam em mãos dos Merínidas há pelo menos 30 anos e o facto da mesquita ter sido poupada é algo que causa alguma perplexidade. Dois séculos depois, o erudito e historiador ibne Caldune visitou Tinmel e ainda lá  encontrou leitores do Alcorão empregados nos túmulos. Quando os franceses chegaram em 1930, encontraram muitos restos de santuários e túmulos de marabutos. Isso parece atestar o poder espiritual que a figura de ibne Tumarte continuou a exercer sobre os berberes locais muitos séculos depois do desaparecimento dos almóadas.

## Mesquita de Tinmel
A mesquita de Tinmel é uma das únicas duas mesquitas de Marrocos que não muçulmanos podem visitar (a outra é a Mesquita Hassan II em Casablanca). Foi inspirada na Grande Mesquita de Taza, também construída por Almumine. Por sua vez, a Mesquita Kutubia de Marraquexe teve como modelo a de Tinmel.
O edifício ocupa um retângulo de 48,1 metros por 43,6 m, ao qual se acede por seis portas laterais, dispostas frente a frente. Quatro das portas dão para a sala de orações e duas para o pátio. A sala de orações tem uma planta em T, com nove naves longitudinais que cruzam com a nave única do transepto. Esta nave e a nave central distinguem-se das restantes pelas suas dimensões, uma disposição que chama a atenção e destaca a dignidade da parede da quibla, que suporta o mirabe, o ponto focal do espaço interior da mesquita.
Em termos de decoração, o que mais se destaca são a variedade e complexidade dos arcos, sobretudo os que conduzem ao mirabe, que foram esculpidos com abóbadas com estalactites. Nas cúpulas das esquinas na abóbada do mirabe, esta técnica é ainda mais apurada, resultando num efeito impressionante. Além dos arcos, as paredes, principalmente a que está em frente do mirabe, estão decoradas com os padrões geométricos algo austeros típicos da arquitetura almóada, com palmetas, rosetas, conchas, etc. A posição no minarete acima do mirabe é pouco usual.
Apesar de ter sido objeto de obras de restauro, no início da década de 2000 a mesquita ainda se encontrava parcialmente em ruínas. Grande parte do teto não existia e só a zona do mirabe se encontrava em bom estado. No entanto, a mesquita ainda é usada como local de oração, nomeadamente às sextas-feiras, dia em que a entrada está interdita a não muçulmanos. Junto a ela existe um pequeno museu onde estão expostos alguns elementos decorativos que foram encontrados durante as obras de restauro.
Juntamente com as mesquitas Kutubia e de Taza, a mesquita de Tinmel representa a síntese da evolução de um modelo planimétrico cujas premissas tinha surgido no Oriente árabe e que depois se difundiria na Ifríquia (Norte de África muçulmano) e no Alandalus (Península Ibérica muçulmana).
A mesquita foi inscrita como candidata a Património Mundial da UNESCO em 1995.